# Notom-Bullfrog-Road
Die Notom-Bullfrog-Road ist eine Straße im südlichen Utah, die parallel zum Waterpocket Fold verlaufend, die Utah State Route 24 mit der State Route 276 verbindet.

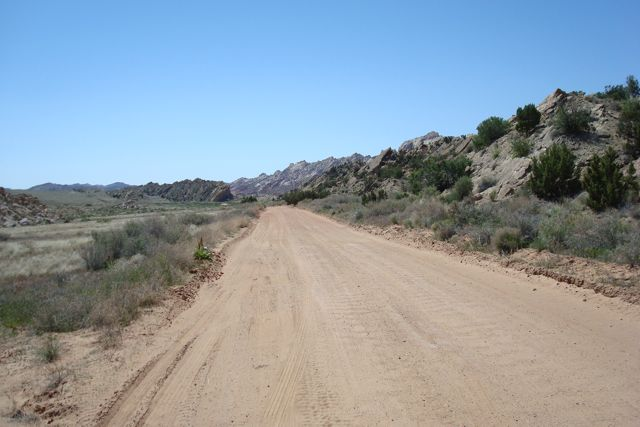
Notom-Bullfrog-Road nahe der Einmündung des Burr Trail

## Beschreibung
Die Notom-Bullfrog-Road verläuft in Nord-Süd-Richtung durch das Tal des Sandy Creek und des Halls Creek beziehungsweise des Bullfrog Creek parallel zum Waterpocket Fold und verbindet den Capitol-Reef-Nationalpark mit der Glen Canyon National Recreation Area.   
Der im Wayne County gelegene nördliche Abschnitt, der etwa 15 Kilometer östlich des Besucherzentrums des Capitol-Reef-Nationalparks von der Utah State Route 24 abbiegt, ist befestigt, der mittlere, im Garfield County gelegene Teil ist unbefestigt.  Die Straße verläuft durch das enger werdende Tal zwischen dem Waterpocket Fold und den Henry Mountains und überquert an der Bitter Creek Divide den Pass, der die Täler des zum Fremont River entwässernden Sandy Creek vom in Richtung des Colorado River fließenden Halls Creek trennt.  Nachdem die Straße etwa 32 Kilometer nach Verlassen der State Route 24 die Grenze zum Capitol-Reef-Nationalpark überquert hat, geht bei Kilometer 55 der Burr Trail in Richtung Boulder nach Westen ab. Wenige Kilometer südlich verlässt die Straße das Tal und verläuft über die Thomson Mesa in Richtung des Bullfrog Canyon und des Lake Powell. Etwa acht Kilometer nördlich der Bullfrog Marina mündet die Notom-Bullfrog-Road auf die Utah State Route 276.
Die Bedeutung der Straße ergibt sich aus ihrem Verlauf entlang des Waterpocket Fold, so dass sich in ihrem Verlauf der Ausgangspunkt zahlreicher Wanderpfade, beispielsweise zu mehreren Slot Canyons befinden. Für den überregionalen Verkehr besitzt die Notom-Bullfrog-Road schon aufgrund ihrer Unpassierbarkeit nach Regen- und Schneefällen keine Bedeutung.